# Faktysa
Faktysa – zmiękczacz pochodzenia roślinnego, stosowany w produkcji gumy. Powstaje w wyniku reakcji nienasyconych kwasów tłuszczowych z chlorkiem siarki na zimno (faktysa jasna) lub z siarką w temp. do 160 stopni Celsjusza przy przedmuchiwaniu powietrza {faktysa brunatna}. Stosuje się ją m.in. do wyrobu gumek ściernych.